# Niżni Pośredni Wierszyk

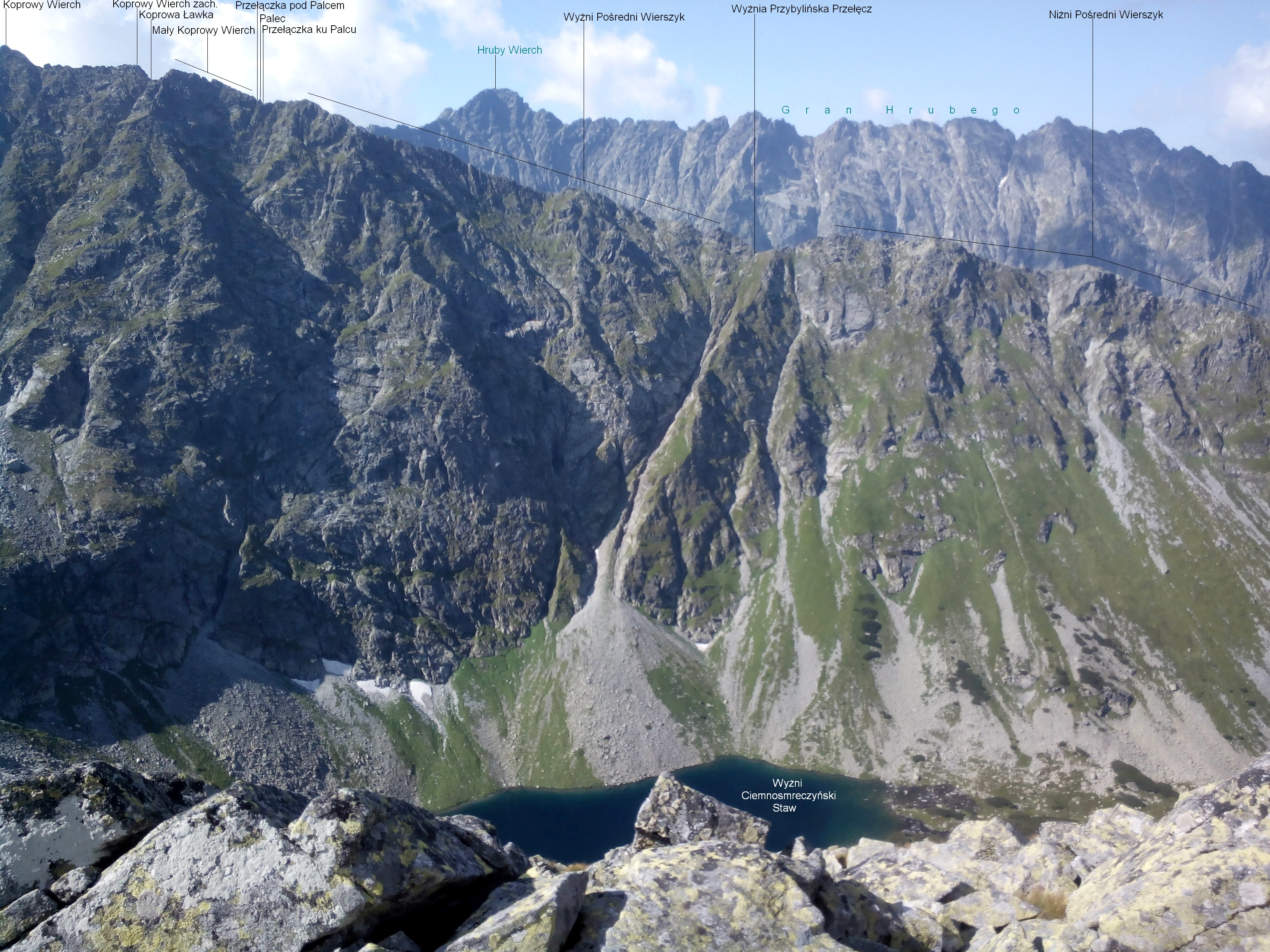
Widok z Liptowskich Murów

Niżni Pośredni Wierszyk (słow. Nižný Prostredný chrbát) – odcinek grani Pośredniego Wierszyka w słowackiej części Tatr Wysokich pomiędzy Wyżnią (ok. 2080 m) i Niżnią Przybylińska Przełęczą (ok. 1905 m). W najwyższym punkcie osiąga wysokość około 2100 m. Nazwa pochodzi od Pośredniego Wierszyka, tego zaś od słowa wierch. Nazwy poszczególnych formacji w Pośrednim Wierszyku opublikował Andrzej Skłodowski w numerze 1 czasopisma Taternik w 1973 r.
Ma długość około 800 m. Na południe, do dna Doliny Hlińskiej, opada stokiem o wysokości około 220 m w lewej części (patrząc od dołu) i 400 m w prawej części. Cała górna część tego stoku jest trawiasta i  równomiernie nachylona. Poniżej wysokości około 1800 m stok staje się bardziej stromy, piarżysty i poprzecinany wieloma trawiastymi rynnami, pomiędzy którymi są skalne ścianki o wysokości poniżej 10 m. Niektóre, mniej strome miejsca stoku zarastają kosodrzewiną. Na północ, do dna Doliny Ciemnosmreczyńskiej, z Niżniego Pośredniego Wierszyka opada stok o wysokości do 300 m, przy podstawie mający szerokość do 900 m. Po obydwu stronach ograniczają go żebra będące najbardziej stromymi fragmentami całego stoku. Cała środkowa część stoku jest piarżysto-trawiasta, w najniższej części podcięta ściankami o wysokości do kilkudziesięciu metrów. W górnej, piarżystej części wyróżnia się  stroma i gładka płyta – jest to jedyna płyta na tym stoku.
Na Niżnim Pośrednim Wierszyk pierwsi bywali koziarze, rejon ten był ulubionym miejscem polowań na kozice zakopiańskich koziarzy. Potem bywali tutaj pierwsi tatrzańscy turyści. Pierwsze przejście zimowe: Jerzy Hajdukiewicz, Zbigniew Hegerle, Jan Staszel  w kwietniu 1949 r.. Drogi wspinaczkowe:
1. Granią od Koprowego Wierchu do Niżniej Przybylińskiej Przełęczy; 0+ w skali tatrzańskiej (z ominięciem Palca), czas przejścia 2 godz.
2. Środkową częścią północnego zbocza; 0, pod koniec 0+, czas przejścia 1 godz.
3. Lewą częścią północnego zbocza; 0+, 1 godz.[1]

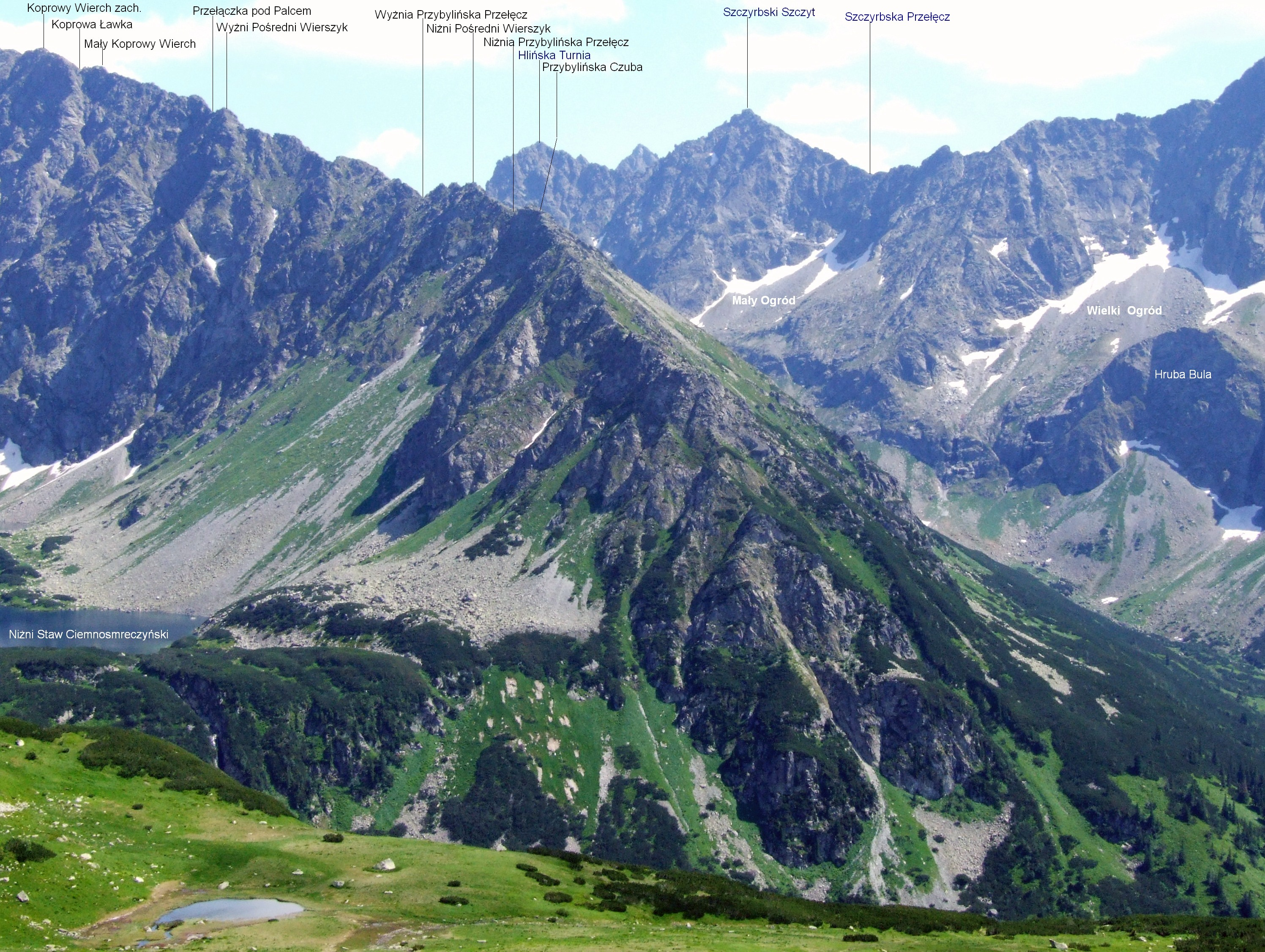
Widok z Dolinki Kobylej